# Ренс Говард
Ренс Говард (англ. Rance Howard; нар. 17 листопада 1928, Ньюкірк, Оклахома, США — 25 листопада 2017) — американський актор.

## Біографія
Ренс Говард (Герольд Ренс Бекенгольдт) народився Дункан, Оклахома, США в родині фермера. Вивчав драматичне мистецтво в Університеті Оклахоми. Закінчивши п'ять семестрів переїхав до Нью-Йорка, щоб застосувати свої знання на практиці.

## Кар'єра
З кінця 1950-х років актор зіграв більше ніж двісті ролей у кіно та на телебаченні. До того як Говард отримав роль у фільмі Романа Поланскі «Китайський квартал» 1974 року, в якому брали участь Джек Ніколсон і Фей Данауей, він зігра у драмі «Холоднокровний Люк» та у серіалах: «Телевізійний театр Крафта», «Шоу Енді Гріффіта», «Волтони» та інших проектах.
Ренс Говард знявся у більшості фільмів свого сина Рона Говарда — «Сплеск», «Кокон», «Аполлон-13», «Блискучий розум», «Нокдаун», «Фрост проти Ніксона».

## Особисте життя
У 1949 одружився з акторкою Джин Спігл (англ. Jean Speegle). У пари народилося двоє синів Рон і Клінт. Після смерті дружини у 2000 29 червня 2001 актор одружився вдруге з Джин О'Салліван.

## Фільмографія

### Фільми
| Рік  | Назва                                 | Оригінальна назва                       | Роль                    | Примітки               |
| ---- | ------------------------------------- | --------------------------------------- | ----------------------- | ---------------------- |
| 1956 | «Жінка з кордону»                     | Frontier Woman                          | Превітт                 |                        |
| 1967 | «Холоднокровний Люк»                  | Cool Hand Luke                          | шериф                   | в титрах не зазначений |
| 1974 | «Китайський квартал»                  | Chinatown                               | фермер                  |                        |
| 1977 | «Велика автокрадіжка»                 | Grand Theft Auto                        | Нед Слінкер             |                        |
| 1984 | «Самотній хлопець»                    | The Lonely Guy                          | міністр                 |                        |
| 1984 | «Сплеск»                              | Splash                                  | Маккалоу                |                        |
| 1985 | «Кокон»                               | Cocoon                                  | детектив                |                        |
| 1986 | «Ентузіаст»                           | Gung Ho                                 | Конрад Зварт            |                        |
| 1987 | «Внутрішній космос»                   | Innerspace                              | відвідувач супермаркету |                        |
| 1989 | «Цікаві»                              | The 'burbs                              | детектив                |                        |
| 1989 | «Батьківство»                         | Parenthood                              | Дін                     |                        |
| 1989 | «Підняти максимальні ставки»          | Limit Up                                | Чак Фіні                |                        |
| 1992 | «Далека країна»                       | Far and Away                            | Томлін                  |                        |
| 1992 | «Універсальний солдат»                | Universal Soldier                       | Джон                    |                        |
| 1992 | «Джинн без пляшки»                    | Wishman                                 | детектив                |                        |
| 1992 | «Я більше не купую поцілунки»         | I Don't Buy Kisses Anymore              | літній чоловік          |                        |
| 1993 | «Безстрашний»                         | Fearless                                | таксист                 |                        |
| 1993 | «Кліщі»                               | Ticks                                   | шериф Паркер            |                        |
| 1993 | «Знак Дракона»                        | Snapdragon                              | священик                |                        |
| 1994 | «Газета»                              | The Paper                               | лікар                   |                        |
| 1994 | «Змушений вбивати»                    | Forced to Kill                          | бродяга                 |                        |
| 1994 | «Швидкість падіння»                   | Terminal Velocity                       | Чак                     |                        |
| 1994 | «Ед Вуд»                              | Ed Wood                                 | МакКой                  |                        |
| 1995 | «Діти кукурудзи 3: Міські жнива»      | Children of the Corn III: Urban Harvest | Едді                    |                        |
| 1995 | «Аполлон-13»                          | Apollo 13                               | преподобний             |                        |
| 1995 | «Французький бокс»                    | Savate                                  | фермер                  |                        |
| 1995 | «Проблемна дитина 3»                  | Problem Child 3                         | двірник                 |                        |
| 1996 | «Сержант Білко»                       | Sgt. Bilko                              | містер Роббінс          |                        |
| 1996 | «День Незалежності»                   | Independence Day                        | капелан                 |                        |
| 1996 | «Марс атакує!»                        | Mars Attacks!                           | інвестор                |                        |
| 1996 | «Привиди Міссісіпі»                   | Ghosts of Mississippi                   | Ральф                   |                        |
| 1997 | «Друга громадянська війна»            | The Second Civil War                    | Арнольд Туні-молодший   |                        |
| 1997 | «Мандрівник»                          | Traveller                               | фермер                  |                        |
| 1997 | «Гроші вирішують все»                 | Money Talks                             | преподобний             |                        |
| 1998 | «Солдатики»                           | Small Soldiers                          | чоловік                 |                        |
| 1998 |                                       | The Night Caller                        | Хенк                    |                        |
| 1998 | «Психо»                               | Psycho                                  | Джордж Ловері           |                        |
| 1999 | «Зловмисник»                          | Malevolence                             | доктор Бернс            |                        |
| 2000 | «Любов і секс»                        | Love & Sex                              | Ерл                     |                        |
| 2000 | «Як Ґрінч украв Різдво»               | How the Grinch Stole Christmas          | літній хронометр        |                        |
| 2001 | «Блискучий розум»                     | A Beautiful Mind                        | пацієнт                 |                        |
| 2001 | «Щурячі перегони»                     | Rat Race                                |                         |                        |
| 2002 | «Детоксикація»                        | D-Tox                                   | Гізер                   |                        |
| 2003 | «Останній рейд»                       | The Missing                             | співробітник телеграфу  |                        |
| 2003 | «Скеля примар»                        | Ghost Rock                              | Кеш                     |                        |
| 2004 | «Форт Аламо»                          | The Alamo                               | Сміт                    |                        |
| 2004 | «Божевільні похорони»                 | Eulogy                                  | Ленс Соммерс            |                        |
| 2005 | «Нокдаун»                             | Cinderella Man                          | Фазін                   |                        |
| 2005 | «Чудо в струмку мудреця»              | Miracle at Sage Creek)                  | доктор Бебкок           |                        |
| 2006 | «Гора Сасквоч»                        | Sasquatch Mountain                      | Зефф                    |                        |
| 2007 | «Крута Джорджія»                      | Georgia Rule                            | чоловік                 |                        |
| 2007 | «Злети і падіння: Історія Дьюї Кокса» | Walk Hard: The Dewey Cox Story          | преподобний             |                        |
| 2008 | «Школа виживання»                     | Drillbit Taylor                         | літній чоловік          |                        |
| 2008 | «Фрост проти Ніксона»                 | Frost/Nixon                             | Оллі                    |                        |
| 2009 | «Ангели і демони»                     | Angels & Demons                         | кардинал Бек            |                        |
| 2010 | «Джона Гекс»                          | Jonah Hex                               | телеграфіст             |                        |
| 2010 | «День Святого Валентина»              | Valentine's Day                         | працівник бістро        |                        |
| 2011 | «Дилема»                              | The Dilemma                             | Берт                    |                        |
| 2011 | «Бульвар страху»                      | Rosewood Lane                           | Фред                    |                        |
| 2013 | «Небраска»                            | Nebraska                                | дядько Рей              |                        |
| 2013 | «Самотній рейнджер»                   | The Lone Ranger                         | інженер                 |                        |
| 2016 | «40 ночей»                            | 40 Nights                               | Девіл                   |                        |

### Серіали
| Рік       | Назва                           | Оригінальна назва           | Роль               | Примітки    |
| --------- | ------------------------------- | --------------------------- | ------------------ | ----------- |
| 1956–1957 | «Телевізійний театр Крафта»     | Kraft Television Theatre    |                    | 3 епізоди   |
| 1958      | «Як вийти заміж за мільйонера»  | How to Marry a Millionaire  | капрал             | 1 епізод    |
| 1959      | «Бат Мастерсон»                 | Bat Masterson               | Флетчер            | 1 епізод    |
| 1962–1964 | «Шоу Енді Гріффіта»             | The Andy Griffith Show      |                    | 4 епізоди   |
| 1966      | «Ця дівчина»                    | That Girl                   | відвідувач         | 1 епізод    |
| 1966      | «Вірджинці»                     | The Virginian               | Лука               | 1 епізод    |
| 1967–1969 |                                 | Gentle Ben                  | Генрі              | 13 епізодів |
| 1970      | «Потім прийшов Бронсон»         | Then Came Bronson           | Карл               | 1 епізод    |
| 1971      | «Нічна галерея»                 | Night Gallery               | кінооператор       | 1 епізод    |
| 1971–1972 | «Бонанца»                       | Bonanza                     | Сем/Богард         | 2 епізоди   |
| 1973–1975 | «Волтони»                       | The Waltons                 | МакІверс           | 5 епізодів  |
| 1974      | «Димок зі ствола»               | Gunsmoke                    | Френк Бентон       | 1 епізод    |
| 1976–1979 | «Щасливі дні»                   | Happy Days                  |                    | 3 епізоди   |
| 1977      | «Маленький дім у преріях»       | Little House on the Prairie | Сімпсон            | 1 епізод    |
| 1978      | «Зоряний крейсер „Галактика“»   | Battlestar Galactica        | Фарнс              | 1 епізод    |
| 1979      | «Лаверна та Ширлі»              | Laverne & Shirley           | лікар              | 1 епізод    |
| 1981      | «Морк і Мінді»                  | Mork & Mindy                | охоронець          | 1 епізод    |
| 1983      | «Ті, що співають у терні»       | The Thorn Birds             | лікар              | 1 епізод    |
| 1984      | «Династія»                      | Dynasty                     | Гіффорд            | 1 епізод    |
| 1984      | «Вона написала вбивство»        | Murder, She Wrote           | ФІллмор            | 1 епізод    |
| 1989–1992 | «Рятівники Малібу»              | Baywatch                    | пожежник/ДЖо       | 2 епізоди   |
| 1991      | «Квантовий стрибок»             | Quantum Leap                | лікар              | 1 епізод    |
| 1993      | «Тренер»                        | Coach                       | Герман Ван Дам     | 1 епізод    |
| 1993–1996 | «Сайнфелд»                      | Seinfeld                    | сліпий/фермер      | 2 епізоди   |
| 1996–1997 | «Вавилон-5»                     | Babylon 5                   | Девід Шерідан      | 3 епізоди   |
| 1996–1997 | «Одружені … та з дітьми»        | Married… with Children      | Едвард/преподобний | 2 епізоди   |
| 1996      | «Район Мелроуз»                 | Melrose Place               | менеджер мотелю    | 1 епізод    |
| 1998      | «Нетямущі»                      | Clueless                    | містер Белл        | 2 епізоди   |
| 1999      | «Журнал мод»                    | Just Shoot Me!              | сліпий             | 1 епізод    |
| 2001      | «Ангел»                         | Angel                       | Маркус             | 1 епізод    |
| 2004      | «Детектив Раш»                  | Cold Case                   | Бадді              | 1 епізод    |
| 2005      | «Та, що говорить з привидами»   | Ghost Whisperer             | Дірк Абрамс        | 1 епізод    |
| 2006      | «Місце злочину: Нью-Йорк»       | CSI: NY                     | Самюель Купер      | 1 епізод    |
| 2009      | «Швидка допомога»               | ER                          | Олівер Костін      | 1 епізод    |
| 2009      | «Теорія брехні»                 | Lie to Me                   | Джо Метз           | 1 епізод    |
| 2011      | «Трудоголіки»                   | Workaholics                 | Джеррі             | 1 епізод    |
| 2012      | «Анатомія Грей»                 | Grey's Anatomy              | Мартін Керролл     | 1 епізод    |
| 2013      | «Морська Поліція: Лос-Анджелес» | NCIS: Los Angeles           | Юджин              | 1 епізод    |
| 2014      | «Кістки»                        | Bones                       | ДЖерольд Норскі    | 2 епізоди   |
| 2016      | «Цілком таємно»                 | The X-Files                 | старий             | 1 епізод    |